# فقرة الساحر (مسلسل)
فقرة الساحر هو مسلسل درامي مصري من إنتاج 2024، يجمع بين الإثارة والتشويق. تم عرضه لأول مرة في 19 ديسمبر 2024 عبر المنصة الرقمية يانغو. يتناول المسلسل قصة ثلاثة أصدقاء يستخدمون مهاراتهم في الخداع والتحايل لتحقيق أهدافهم وأحلامهم في إطار من التشويق والغموض.

## القصة
تدور أحداث المسلسل حول ثلاثة أصدقاء مقربين يستخدمون مهاراتهم في التحيل لتحقيق أهدافهم الشخصية. مع مرور الوقت، يجدون أنفسهم متورطين في عمليات خطيرة تهدد حياتهم.

## طاقم العمل
- أسماء جلال بدور لمى
- طه دسوقي بدور
- علي قاسم بدور ألفي
- نادر جودة
- تأليف: إياد صالح
- إخراج: تامر محسن
- إنتاج: تي فيجن

## عدد الحلقات ومواعيد العرض
يتكون المسلسل من 8 حلقات، ويُعرض أسبوعيًا يوم الخميس على المنصة الرقمية "يانجو بلاي" في تمام الساعة 12:00 بعد منتصف الليل.

## مواقع التصوير
تم تصوير المسلسل في مواقع متعددة بين مصر والمغرب، مما أضفى عليه طابعًا بصريًا يعكس طبيعة الأحداث المشوقة.